# ルース・グラス
ルース・グラス（Ruth Glass、1912年 - 1990年）は、ドイツ出身のイギリスの女性社会学者。出生名はRuth Adele Lazarus。
都市計画や社会計画を専攻し、「ジェントリフィケーション（高級住宅地化）」の考案者として知られる。

## 生涯
ベルリン出身。ユダヤ系。1932年にドイツを離れ、ロンドン・スクール・オブ・エコノミクス（ロンドン経済学校）で学ぶ。
1941年からのコロンビア大学応用社会調査研究所（Bureau of Applied Social Research）での研究を経て、1943年にイギリスに戻る。

## 家族
- 前夫: ヘンリー・ウィリアム・デュラント（Henry William Durant。1902年 - 1982年。統計学者、社会学者）
- 後夫: デイヴィッド・ビクター・グラス（David Victor Glass。1911年 - 1978年。統計学者、人口学者）